# Anton Ulbrich (Kunsthistoriker)
Anton Ulbrich (* 14. Februar 1867 in Ruppersdorf bei Reichenberg, Nordböhmen; † 22. April 1939 in Königsberg (Preußen)) war ein deutscher Kunsthistoriker.

## Leben
Ulbrich war zunächst Maurer und studierte nach dem Besuch der Höheren Staatsgewerbeschule in Reichenberg 1890/91 Architektur an der Technischen Hochschule Dresden. Dort war er im Anschluss als Assistent tätig und ab 1893 als Lehrer am Technikum in Hildburghausen, ab 1898 an der Baugewerbeschule in Königsberg. 1923 musste er seine Tätigkeit als Lehrer jedoch auf Grund eines Gehörleidens aufgeben. Mit einer Doktorarbeit bei Berthold Haendcke wurde er 1901 von der Albertus-Universität Königsberg zum Dr. phil. promoviert. 1911 zum a.o. Professor ernannt,  hielt er ab 1913 kunsthistorische Vorlesungen an der Kunstakademie Königsberg. Von 1911 bis 1921 leitete er zudem das Kunstgewerbemuseum des Gewerblichen Zentralvereins für die Provinz Ostpreußen in Königsberg, ab 1925 Teil des Ostpreußischen Provinzialmuseums.

## Veröffentlichungen
- Die Wallfahrtskirche in Heiligelinde. Ein Beitrag zur Kunstgeschichte des XVII. und XVIII. Jahrhunderts in Ostpreussen (= Studien zur deutschen Kunstgeschichte Heft 29). Heitz, Straßburg 1901 (= Dissertation; Digitalisat).
- Führer durch das Kunstgewerbe-Museum des Gewerblichen Zentralvereins für die Provinz Ostpreussen in Königsberg i. Pr. Gewerblicher Zentralverein für die Provinz Ostpreussen, Königsberg 1915.
- Das Königsberger Kunstgewerbemuseum. In: Ostpreußische Heimat. Blätter für die Gesamtinteressen des Ostpreußentums. Bd. 1 (1915), Heft 10, 30. November 1915, S. 306f.
- Die Baukunst des deutschen Ritterordens in Ostpreußen. In: Kriegsheft des Bundes für Heimatschutz in Württemberg und Hohenzollern (1916), S. 53–65.
- Geschichte der Bildhauerkunst in Ostpreußen vom Ende des 16. Jahrhunderts bis gegen 1870. 2 Bände. Gräfe und Unzer, Königsberg 1926–1929 (Digitalisat).
- Kunstgeschichte Ostpreußens von der Ordenszeit bis zur Gegenwart. Gräfe und Unzer, Königsberg 1932 (Nachdruck Verlag Wolfgang Weidlich, Frankfurt a. M. 1976, ISBN 3-8035-8900-2).